# Lethrinops
Lethrinops là một chi cá trong họ Cichlidae, là đặc hữu của hồ Malawi ở Đông Phi. 

## Các loài
Có 24 loài:
- Lethrinops albus Regan, 1922
- Lethrinops altus Trewavas, 1931
- Lethrinops argenteus C. G. E. Ahl, 1926
- Lethrinops auritus (Regan, 1922) (golden sand-eater)
- Lethrinops christyi Trewavas, 1931
- Lethrinops furcifer Trewavas, 1931 (greenface sandsifter)
- Lethrinops gossei W. E. Burgess & H. R. Axelrod, 1973
- Lethrinops leptodon Regan, 1922
- Lethrinops lethrinus (Günther, 1894)
- Lethrinops longimanus Trewavas, 1931
- Lethrinops longipinnis Eccles & D. S. C. Lewis, 1978
- Lethrinops lunaris Trewavas, 1931
- Lethrinops macracanthus Trewavas, 1931
- Lethrinops macrochir (Regan, 1922)
- Lethrinops macrophthalmus (Boulenger, 1908)
- Lethrinops marginatus C. G. E. Ahl, 1926 (Lethrinops rounded head)
- Lethrinops micrentodon (Regan, 1922)
- Lethrinops microdon Eccles & D. S. C. Lewis, 1977
- Lethrinops microstoma Trewavas, 1931 (littletooth sandeater)
- Lethrinops mylodon Eccles & D. S. C. Lewis, 1979
- Lethrinops oculatus Trewavas, 1931
- Lethrinops parvidens Trewavas, 1931 (Lethrinops red flush)
- Lethrinops stridei Eccles & D. S. C. Lewis, 1977
- Lethrinops turneri Ngatunga & Snoeks, 2003